# Giorgio Pellini
Giorgio Pellini (Livorno, 20 luglio 1923 – Livorno, 14 giugno 1986) è stato uno schermidore italiano, specializzato nel fioretto e nella sciabola. Ha vinto tre medaglie d'argento nella scherma ai Giochi olimpici.

## Palmarès
In carriera ha ottenuto i seguenti risultati:
 Giochi olimpici 
Individuale
A squadre
- Argento nel fioretto a Londra 1948
- Argento nel fioretto a Helsinki 1952
- Argento nella sciabola a Helsinki 1952

 Mondiali 
Individuale
- Argento nella sciabola a Il Cairo 1949

A squadre
- Oro nel fioretto a Il Cairo 1949
- Oro nel fioretto a Montecarlo 1950
- Argento nel fioretto a Lisbona 1947
- Argento nel fioretto a Stoccolma 1951

 Campionati italiani 
Individuale
- Oro nel fioretto nel 1950

A squadre